# Георги Тодоров (футболист)
Георги Василев Тодоров е бивш български футболист и настоящ треньор.

## Кариера
Юноша на Левски (София). Преминава в отбора на ФК Сливнишки герой (Сливница), с който участва в Южната "Б" РФГ, но скоро се завръща в Левски, състезавайки се за „сините“ в периода 1975 – 1979, като записва 31 мача и вкарва 11 гола за отбора.  След това играе в различни отбори, като най-трайна след оставя в ФК Шумен, като става голмайстор номер 1 в историята на клуба.
През сезон 2001/02 става треньор на Левски, след като Люпко Петрович напуска треньорския пост. През 2002 г. обаче е сменен на поста от германеца Рюдигер Абрамчик. За втори път Тодоров поема Левски в края на сезон 2002/03, като остава начело на отбора за 4 мача, след което е сменен от Георги Василев. Под ръководството на Тодоров „сините“ имат само 1 поражение в 20 мача в първенството и печелят Купата на България.
След Левски води отборите на Загорец (Нова Загора), ФК Свиленград, Локомотив (Мездра) и Миньор (Раднево). През 2011 г. е треньор на Етър (Велико Търново).
От 2013 г. е треньор в детско-юношеската школа на Левски. През юли 2018 г. става временен треньор на „сините“.
През 2020 г. се завръща като треньор на Левски, заменяйки Петър Хубчев. На 24 октомври 2020 г. подава оставка след загубата от Черно море (Варна) с 1:2.

## Успехи

### Като футболист
- Шампион на България – 1978/79
- Купа на България – 1979
- Голмайстор на ФК „Шумен“ за всички времена със 156 гола.

### Като треньор
- Купа на България – 2002/03